# Saint-Georges-de-Longuepierre
Saint-Georges-de-Longuepierre is een voormalige gemeente in het Franse departement Charente-Maritime in de regio Nouvelle-Aquitaine en telt 217 inwoners (1999). De plaats maakt deel uit van het arrondissement Saint-Jean-d'Angély.

## Geschiedenis
Saint-Georges-de-Longuepierre is op 1 januari 2025 gefuseerd met de gemeente Nuaillé-sur-Boutonne tot de gemeente Rives-de-Boutonne.

## Geografie
De oppervlakte van Saint-Georges-de-Longuepierre bedraagt 10,8 km², de bevolkingsdichtheid is 20,1 inwoners per km².
De onderstaande kaart toont de ligging van Saint-Georges-de-Longuepierre met de belangrijkste infrastructuur en aangrenzende gemeenten.

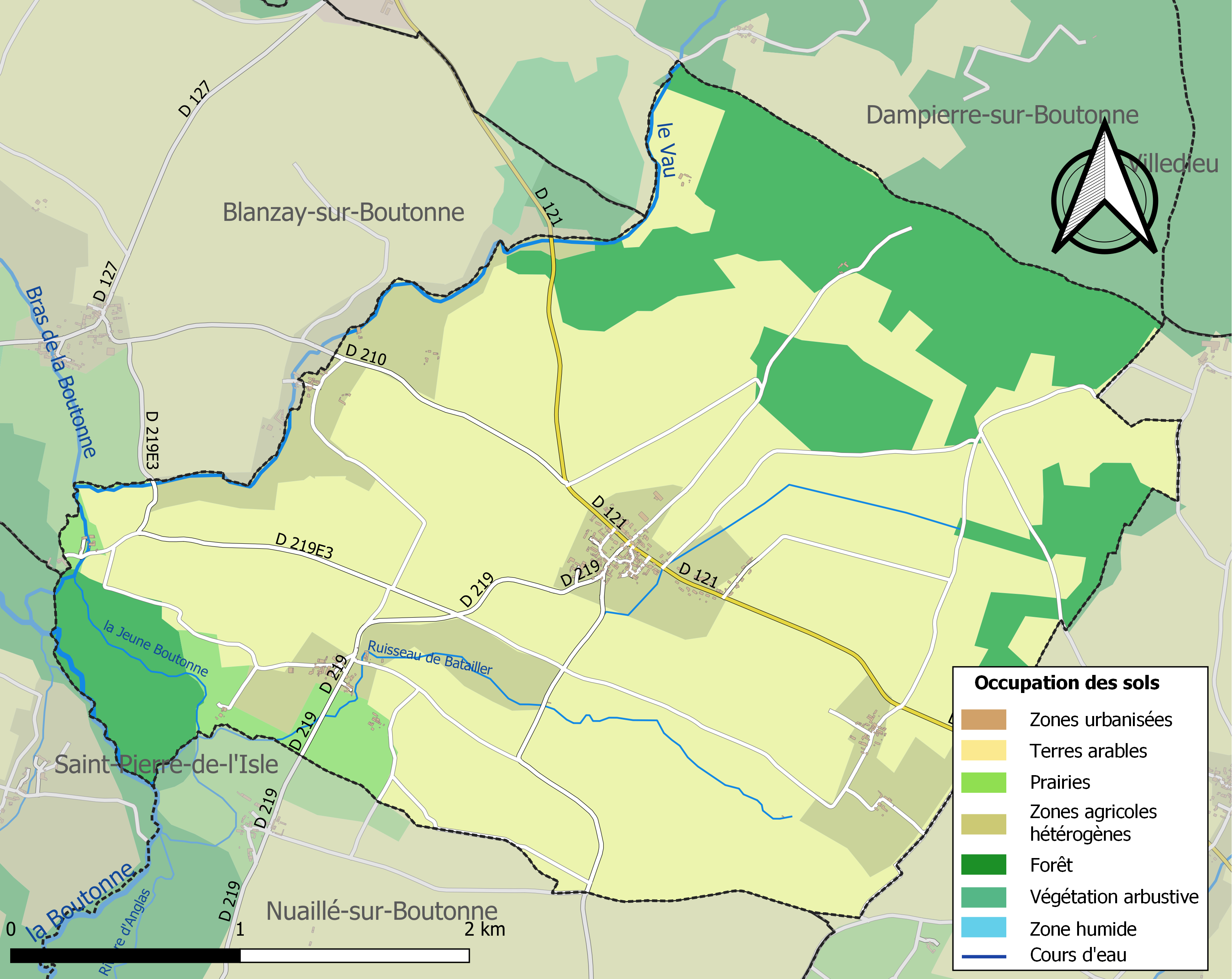

## Demografie
Onderstaande figuur toont het verloop van het inwonertal (bron: INSEE-tellingen).